# Opius manifestarius
Opius manifestarius är en stekelart som beskrevs av Fischer 1963. Opius manifestarius ingår i släktet Opius och familjen bracksteklar. Inga underarter finns listade i Catalogue of Life.